# 仁错贡玛
仁错贡玛（藏語：རིང་མཚོ་གོང་མ，威利转写：ring mtsho gong ma，THL：Ringtso Gongma，藏语意为“上长湖”）位于中国西藏自治区那曲市申扎县境内，地处申扎县东部，湖面海拔4650米，面积103.7平方公里。湖区年均气温0～2℃左右，年均降水300～400毫米。第四纪时期与东部的久如错、仁错约玛为一个湖泊，后气候变干，湖面退缩，形成三个独立湖泊。有时与仁错约玛合成为“仁错”。